# What3words
what3words（ワットスリーワーズ）は、ロンドンに本社を置く位置情報テック企業。および同社の提供する位置情報サービス、ジオコーディングシステムである。

## システムの概要
what3wordsでは世界中（地球上）を3メートル四方に区切り、それぞれのマス目に固有かつ任意の3つの単語の組み合わせを割り当てている。例えば、ニューヨークの自由の女神像が持つ松明の位置は英語版で"///toned.melt.ship"（日本語版では、「///あかり。ふえた。くねくね」）の3語で表わされる。地球の表面積は約510兆平方メートルであり、これを3メートル四方（9平方メートル）で分割すると約57兆個のマス目になる。what3words英語版では4万個の単語が用意されていて、単語を3つ組み合わせると4万の3乗で64兆通りになる。これで、地球上の3メートル四方の全てのマス目をカバーできることになる。なお、日本語版で用意されている単語は英語版より少ない2万5000個で、3乗した約15兆通りは57兆に届かないため、海上の多くは英語版の3つの単語を引用している。
what3wordsの従来の位置エンコードシステム（符号化方式）との違いは、地理的座標を長い文字列（住所など）や数字（経緯度など）ではなく、3つの単語で簡潔に表せる点にある。すなわち、住所が存在する場所ならばより詳細な地点を明確に、住所が存在しない場所であっても、冗長な緯経度を用いないで容易に伝達ができる。例えば、東京・渋谷のスクランブル交差点の中心部は緯経度で表せば「北緯35.659457度、東経139.700488度」となるが、what3wordsでは同座標を「///のばす。めうえ。しゅうり」の3語で表せる。
what3wordsは、ウェブサイトやiOS、Androidのアプリ、 APIで利用でき、what3wordsのアドレスは緯度-経度座標と双方向に変換することができる。 特定のアルゴリズムに依存したシステムではなく、地球上のあらゆる場所の巨大なデータベースも必要ないので、インターネットに接続せずとも容量に制限のあるデバイスで動作させることができる、さらに、その符号化は、恒久的に固定で、変化しない。

## 歴史
Chris Sheldrick, Jack Waley-Cohen, Mohan Ganesalingam, Michael Dent の4名が創業し、what3wordsを2013年7月に設立した 。Sheldrickはコンサート主催者として勤務していたとき、住所が不明確なため、機材やバンドをイベント場所に時間どおりに用意するのに苦労した経験から 、Ganesalingamとともに、そのジオコーディングのアイデアを最初に思いついた。会社は2013年3月5日に法人化され 、コア技術の特許出願が2013年4月19日に受理された。
2013年11月に、what3wordsは、$500,000の開業資金を調達 、2014年3月には、第二の開業資金$1,000,000を調達した
。2015年11月3日、what3wordsは、李嘉誠のHorizons Venturesが参加し、Intel Capitalが主宰する$350万のシリーズAラウンドを終了した 。2016年6月29日、what3wordsは、Aramexが主宰する$850万のシリーズBラウンドを終了した 。2018年1月10日、メルセデス・ベンツは同社の約10％を買収し、将来の車両に搭載すると発表した 。 Aクラス（2018年5月発売）は、what3wordsを搭載した世界初の車両である。

## 設計方針
What3wordsは、地球上を57兆個に分割した3メートル四方のマス目(グリッド)を使用する。各マス目には3語の英語のアドレスが割り振られている。 What3wordsは、他のさまざまな言語の3つの言葉で世界中に名前をつけた。 2016年12月現在、what3words アドレス（ウェブとiOSアプリユーザーも）は、以下の言語で利用できる、アラビア語、フィンランド語、フランス語、ドイツ語、イタリア語、モンゴル語、ポーランド語、ポルトガル語、ロシア語、スペイン語、スウェーデン語、トルコ語、iOSアプリはスワヒリ語にも対応。2018年の初め、 What3wordsは、インドネシア語、ズールー語、日本語、韓国語、ヒンディー語といった、さらに12の言語を追加対応した 。さらに、ベンガル語、ペルシア語、ウルドゥー語を含むインドの様々な言語や中国語についても対応することも言及している。
what3wordsの各言語は25,000語の単語リストを使用している（英語では40,000語、陸だけでなく海もカバーする）。 単語のリストは、自動化と人間による作業の複合的な手順を経て、ついで、単語の長さ、特殊性、頻度、および綴りや発音の容易さを考慮したアルゴリズムによって、分類して並べられる。 同音で綴りに差異がある単語（例えばmeet / meat）は混乱の可能性が最小限になるよう扱われ、攻撃的な言葉は削除される。
what3wordsアルゴリズムは、人間と自動の両方でエラーチェックを可能にするために、世界中の類似した音の3単語の組み合わせを積極的にシャッフルしている。その結果、3単語の組み合わせが多少間違って入力されても、その結果が有効なwhat3words参照である場合、その場所は通常、ユーザーが対象としている場所と離れているため、ユーザーとインテリジェントエラーチェックシステムの両方ですぐに誤りが明らかになる。
what3wordsシステムは、独自のアルゴリズムを限定されたデータベースと組み合わせて使用することで、コアテクノロジーはファイルサイズが約10 MB以内となっている。このデータベースでは、記憶に残る言葉が都市部の場所に割り当て使用されている。What3wordsは、当初“OneWord”アドレスを販売したが、それは年払い料金でデータベースに蓄積されるものであった、しかし、現在、この機能は中止されている。
what3wordsの主な利点は、記憶しやすく、誤りを検出しやすく、明快な日常言語であること、専門性なく使用でき、音声入力がしやすい点にあると主張されている。

## 批評
- オープン標準の賛同者は、私的なビジネスによって管理されているwhat3wordsシステムと著作権で保護され自由に使えないソフトウェアを非難している。[32][33][34]
  - オープンソース版『whatfreewords』が公開された時、訴えを起こして非公開にさせた。
- 似たようなアドレスがわざとお互いに離れているという事実も、アドレスに位置情報が組み込まれていないので不利とみなす人もいる。
- 約50000語が使われている英語版では、単数・複数形、現在・過去形や、発音がとても似ている単語など、似た単語が多すぎるという批評もある。
  - 具体例として、テムズ川沿い、10メートルも離れていない場所に、「///ashes.string.takes」と「///ashes.string.take」という、一文字しか違わないアドレスが発見された。[35]
  - what3words英語版の5万語に比べ、ネイティブスピーカーでも全15000から20000レンマしか知らないと言われている。[36]
- 攻撃的、性的、卑劣、またはその他の理由で公的な用途に適さない3語の組み合わせが多い。
- 縦の位置（ビルの何階かなど）を表現できない。
- プレート変動や地震などの影響で、同じ場所が違うアドレスに移動してしまう。
- 単語リストが言語によって違うため、英語版から別の言語版に翻訳できない。

## ユーザー
自動車
- メルセデス・ベンツ – 音声ナビゲーションシステム[37]
- ランドローバー – オフロード運転[38]
- Splyt – 電子送迎、相乗り、タクシーアプリ[39]
- Speedy Route – ルートプランニングの最適化[40]
- Mongol Rally – 英国とモンゴル間の電気自動車の充電ポイントに対応 [41]
- SUBARU - 2019年にSBIインベストメントと共同で設立したプライベートファンド[42]・SUBARU SBI Innovation Fundを通じてWhat3wordsに出資。2022年7月に米国仕様のレガシィアウトバックに初搭載。同年12月にクロストレックに日本国内販売車種で初めて搭載。日本語音声入力に対応したのは自動車メーカーとしては世界初となる[43]。

援助と人道支援
- 赤十字 – 災害救援 [44]
- Tropical Health – 蚊帳の追跡[45]
- 国連 – 災害と人道的報告のアプリ UN-ASIGN[46]
- フィリピン赤十字 – 災害地帯の特定[47]

モビリティ
- Next Future Transportation – 自律モジュール[48]
- Bikxie Pink – 女性のためのデリー自転車タクシーサービス[49]
- Quiqup – ロンドンのオンデマンドロジスティクス[50]

ナビゲーションと乗換え
- Navmii – オフラインナビゲーションアプリ[51]
- Pocket Earth – オフラインナビゲーションアプリ[52]
- RioGo –リオオリンピックでのマルチモーダル乗換えアプリ[53]
- TripGo – マルチモーダル乗換えアプリ[54]

配送および物流
- Aramex – グローバル配送と物流 [55]
- Deliver Addis – エチオピアの食品配送会社[56]
- Ivory Coast – このシステムをメール配送に使用[57]
- GoPato – コスタリカのドローンでの配達[58]
- Onibag – カリフォルニアベースのバイク宅配便サービス[58]
- Mongol Post – 全国の郵便配達にwhat3wordsを採用[59]
- Carteiro Amigo – ブラジルのファヴェーラでの荷物と郵便配達[60]
- Parcelly - クリックして物流集荷[61]

フェスティバルとイベント
- Farnborough International Airshow [62]
- Glastonbury Festival [63]
- Towersey Festival [64]

旅行
- Hedonists Guide To – オンライン都市ガイド[65]
- Airsorted – AirBnBでホリデーホームを支援[66]
- Southern Star – アイルランドのガイドブックを印刷[67]

資産管理
- in2care – タンザニアの蚊捕集装置の管理[68]
- Metcom – コロラド州の消火栓管理[69]
- Pollinate – インドのスラム街のエネルギーソーラー照明設置[70]
- Videre – ボツワナの太陽光発電設備[71]

## 受賞
- Grand Prix for Innovation at the Cannes Lions International Festival of Creativity[72]
- The Tech Awards  Sobrato Organization Economic Development Award[73]
- D&AD Black Pencil[74]
- FT/IFC Transformational Business Awards commendation for Achievement in Transformational Technology[75]
- KPMG Best British Mobile Startup[76]
- PWC Great Innovation Challenge Winner[77]
- Accenture Consumer Innovation Award[78]
- BT Tech for Good Award[79]

## パロディ
以下のように、いくつかのパロディーサイトがある。what3wordの独特な性質を風刺している。
- What2Numbers – WGS84を使用
- What3Fucks - ウェイバックマシン（2019年12月5日アーカイブ分） - 卑語を使用
- What3Ducks - ウェイバックマシン（2021年1月23日アーカイブ分） – カモを使用

## 競合他社
- Open Locationコード (2014)
- Makaneyコード (2011)
- Geohash (2008)
- マップコード (2008)
- ユニバーサル横メルカトル図法